# Speechless (canção de Lady Gaga)
"Speechless" é uma canção da cantora estadunidense Lady Gaga, presente em seu extended play (EP) The Fame Monster (2009). A canção foi escrita por Gaga para convencer seu pai a se submeter a uma cirurgia de coração aberto para tratar de uma válvula aórtica defeituosa e lembrar seus fãs mais jovens de valorizarem seus pais. "Speechless" é sobre o medo que a cantora tem da morte. Uma power ballad de rock, a canção contém elementos de rock dos anos 1970, glam rock e country.
"Speechless" recebeu inicialmente críticas mistas; alguns a elogiaram por sua profundidade emocional e influências da banda Queen, enquanto outros a criticaram como fraca e insincera. Críticos retrospectivos a descreveram como uma das melhores músicas de Gaga e elogiaram seus vocais. A revista Billboard incluiu a canção na lista das 100 Melhores Deep Cuts de Estrelas Pop do Século XXI. "Spechless" entrou nos gráficos musicais de alguns países, incluindo Estados Unidos, Reino Unido e Canadá. Gaga cantou a canção em múltiplas apresentações, incluindo performances no American Music Awards de 2009, no Royal Variety Performance de 2009, no 52º Grammy Awards e durante sua turnê The Monster Ball Tour (2009–2011).

## História
Gaga explicou em uma entrevista em Novembro de 2009 que seu pai, Joseph Germanotta, sofre de um problema cardíaco há cerca de 15 anos. Ela explicou: “Ele tem uma válvula aórtica ruim, e seu corpo por muito tempo vem bombeando cerca de um terço do que seu coração deveria bombear a cada vez que bate”. Ela acrescentou: “Minha mãe me ligou e eu estava muito deprimida. Eu estava na turnê e não poderia deixá-la, então eu sai do estúdio e escrevi “Speechless”, e isso [a música] é sobre aquela ligação. Meu pai me ligou depois de beber alguns drinques e eu não sabia o que dizer. Eu fiquei sem palavras e com medo de perdê-lo e eu não estaria lá. A canção foi escrita com o propósito de incentivar Joseph a realizar a cirurgia do coração. Em Outubro de 2009, Gaga confirmou que seu pai havia realizado a cirurgia. “Depois de longas horas, e depois de muitas lágrimas, eles consertaram o coração dele, e o meu", escreveu em seu perfil no Twitter. Ela declarou que esperava com essa música que seus fãs pudessem admirar seus pais. “Eu tenho um monte de fãs que são amáveis, jovens, fãs conturbados, mas quero lembrar que eles só têm um casal de pais” disse ela.

## Composição
Musicalmente, “Speechless” é uma balada influenciada pelo rock dos anos 1970, blues-rock, glam rock e country. A música é similar a "Ziggy Stardust" de David Bowie, Queen e Pink. É constituída por harmonias vocais e riffs de guitarras que, de acordo com o PopMatters, é comparável com Freddie Mercury e Queen. A música é definida em um espaço no compasso de tempo comum, com um ritmo de 76 batidas por minuto. Ela foi composta na tonalidade de C maior, com o alcance vocal de Gaga abrangendo entre a nota elevada de C5 e a nota baixa de G3. A sequência básica é de C–G/B–Am–G–F.

## Recepção da Crítica
Speechless recebeu criticas variadas. Kitty Empire do The Observer fez uma resenha negativa da canção, ressaltando que baladas são um "ponto fraco" de Gaga. Sal Cinquemani da Slant Magazine se refere à canção como o único "fracasso" de The Fame Monster, "não porque é uma música ruim ou mal feita mas porque, como em The Fame, quando [Gaga] não tenta mostrar seu lado mais suave, ela sai como uma fraude, pelo menos em comparação com o resto do seu material".

## Apresentações
Estreou na posição 94 na Billboard Hot 100 na semana de 12 de dezembro de 2009. Depois da performance no Grammy Awards de 2010, “Speechless” estava no topo da tabela Hot Singles Sales, com 7.000 downloads de acordo com Nielsen Soundscan. Também teve 13.000 pontos no gráfico Hot Digital Songs. "Speechless" também debutou na Billboard Canadian Hot 100 na posição 69 na sequência. Na UK Singles Chart, "Speechless" entrou na parada na posição 106, devido a downloads de The Fame Monster. E na semana de 27 de dezembro de 2009 estava na posição 88.

## Apresentações ao Vivo
Speechless foi apresentada pela primeira vez na comemoração dos 30 anos do Los Angeles Museum of Contemporary Art em 14 de novembro de 2009. Gaga cantou a música em um piano Steinway & Sons rosa decorado com pintura de borboletas. A canção foi executada enquanto bailarinos do Teatro Bolshoi dançavam ao lado de Gaga em um número de arte dirigido pelo artista Francesco Vezzoli e membros do Bolshoi da Rússia, Ballet Academy, intitulado "The Shortest Musical You Will Never See Again". Em 2009 foi apresentada no American Music Awards juntamente com "Bad Romance". Gaga estava vestida com uma roupa cor de carne embrulhado com debrum branco, incorporado com luzes piscando imitando costelas e coluna vertebral. A performance começou com "Bad Romance", seguida por "Speechless". Durante a apresentação, usando o microfone a cantora quebra uma caixa de vidro com um piano para dentro. Ela se sentou no banco do piano e começou a performance enquanto seu piano pegava fogo. Ao longo da música, ela continuou a quebrar garrafas de bebida no piano. Tanto "Bad Romance" quanto "Speechless" foram apresentadas no The Ellen DeGeneres Show em 25 de novembro de 2009. Gaga cantou a música no Royal Variety Performance, que contou com a presença da rainha Elizabeth II. Gaga usou um vestido vermelho PVC inspirado na era elisabetana, e tocou com um piano suspenso dez pés no ar, que foi apoiado por pernas de pau. O piano foi inspirado pelos elefantes gigantes na pintura de Salvador Dali, 1946, As Tentações de Santo Anthony.
Gaga cantou a música durante a The Monster Ball Tour. No primeiro show da turnê em Montreal, Quebec, Canadá, seu pai estava na platéia, e a canção veio depois de uma performance de "Poker Face", com um rap de Kid Cudi. Ela usava um vestido com ombreiras pretas e uma máscara preta. Jane Stevenson do Toronto Star classificou o desempenho como o ponto alto emocional do espetáculo. Em 8 de dezembro de 2009, Gaga cantou a música ao vivo na festa de lançamento do Vevo em Nova York. O acompanhamento musical foi composta apenas por Gaga no piano. Gaga abriu o Grammy Awards de 2010 com uma performance de "Poker Face", seguido imediatamente por um dueto de piano com Elton John de "Speechless" em um medley com "Your Song".

## Tabelas musicais
| Tabelas musicais (2009) | Melhor posição |
| ----------------------- | -------------- |
| Canadian Hot 100        | 67             |
| UK Singles Chart        | 88             |
| US Billboard Hot 100    | 94             |